# Axel von dem Bussche-Streithorst
Barón Axel von dem Bussche-Streithorst (24 de abril de 1919 - 26 de enero de 1993) fue un militar de carrera alemán y condecorado miembro de la resistencia antinazi.
Participó en el intento de asesinato de Adolf Hitler en coordinación con Claus von Stauffenberg, el héroe de la resistencia antinazi, en noviembre de 1943 en Wolfsschanze, el cuartel general de Hitler en Prusia Oriental.

## Carrera militar
Nació en Brunswick de padre alemán y madre danesa, Jenny Lassen. Se unió al Ejército alemán en 1937, a los 18 años y fue destinado como oficial al noveno regimiento de élite de infantería (Infanterie-Regiment 9 en alemán). En 1942 el capitán von dem Bussche presenció por casualidad la masacre de más de 3000 civiles (la mayoría judíos) llevada a cabo por las SS y la SD en el aeropuerto de Dubno en Ucrania. Esta experiencia le traumatizó durante toda su vida y fue causa de su oposición a Hitler. Se unió al grupo resistente del Grupo de Ejércitos Centro liderado por el Conde von Stauffenberg más tarde, en septiembre de 1943.
Después de su experiencia declaró que para un oficial solo había tres maneras de preservar su honor: morir en el campo de batalla, desertar o rebelarse. Eligió la tercera alternativa, justificando su intención de matar a Hitler por el deber de defender a otros de los ataques ilegales y criminales que estaban teniendo lugar.

## Resistencia
En noviembre de 1943 von dem Bussche, influenciado por von Stauffenberg decidió llevar a cabo un atentado suicida con bomba para matar a Hitler. En esa época, Hitler iba a inspeccionar los nuevos uniformes de invierno del ejército en su cuartel general Wolfsschanze (Führerhauptquartier) cerca de Rastenburg, en Prusia Oriental (hoy Polonia). Von dem Bussche, con más de dos metros de altura, pelo rubio, ojos azules, planeaba mostrar los uniformes con una mina personal; equipada con un detonador de granada de mano; metida en el bolsillo de sus pantalones. Quería detonar la bomba a la vez que abrazaba a Hitler, matándose así ambos. El plan falló cuando el 16 de noviembre de 1943, un ataque aéreo Aliado destruyó el tren con los nuevos uniformes, justo el día antes de fijado el atentado. Von dem Bussche volvió el 18 de noviembre de 1943 a su unidad en el frente oriental.
Von dem Bussche se ofreció a repetir el intento en febrero de 1944, cuando los nuevos uniformes estuviesen disponibles, pero en enero de 1944 von dem Bussche fue herido de gravedad en Rusia y perdió una pierna. El 11 de febrero, otro joven oficial, Ewald-Heinrich von Kleist-Schmenzin, animado por von Stauffenberg, trató de asesinar a Hitler de la misma manera que von de Bussche había planeado. Hitler canceló y postpuso repetidamente el evento que habría permitido a von Kleist llevar a cabo el magnicidio.
Von dem Bussche pasó varios meses en el hospital de las Waffen-SS en Lychen, por lo que no formó parte del grupo que llevó a cabo el golpe puesto en marcha por von Stauffenberg del 20 de julio de 1944. Los intentos de von dem Bussche no salieron a la luz durante la investigación y ninguno de los oficiales que los conocían lo traicionó, por lo que fue uno de los conspiradores militares contra Hitler que sobrevivió a la guerra.

## La posguerra

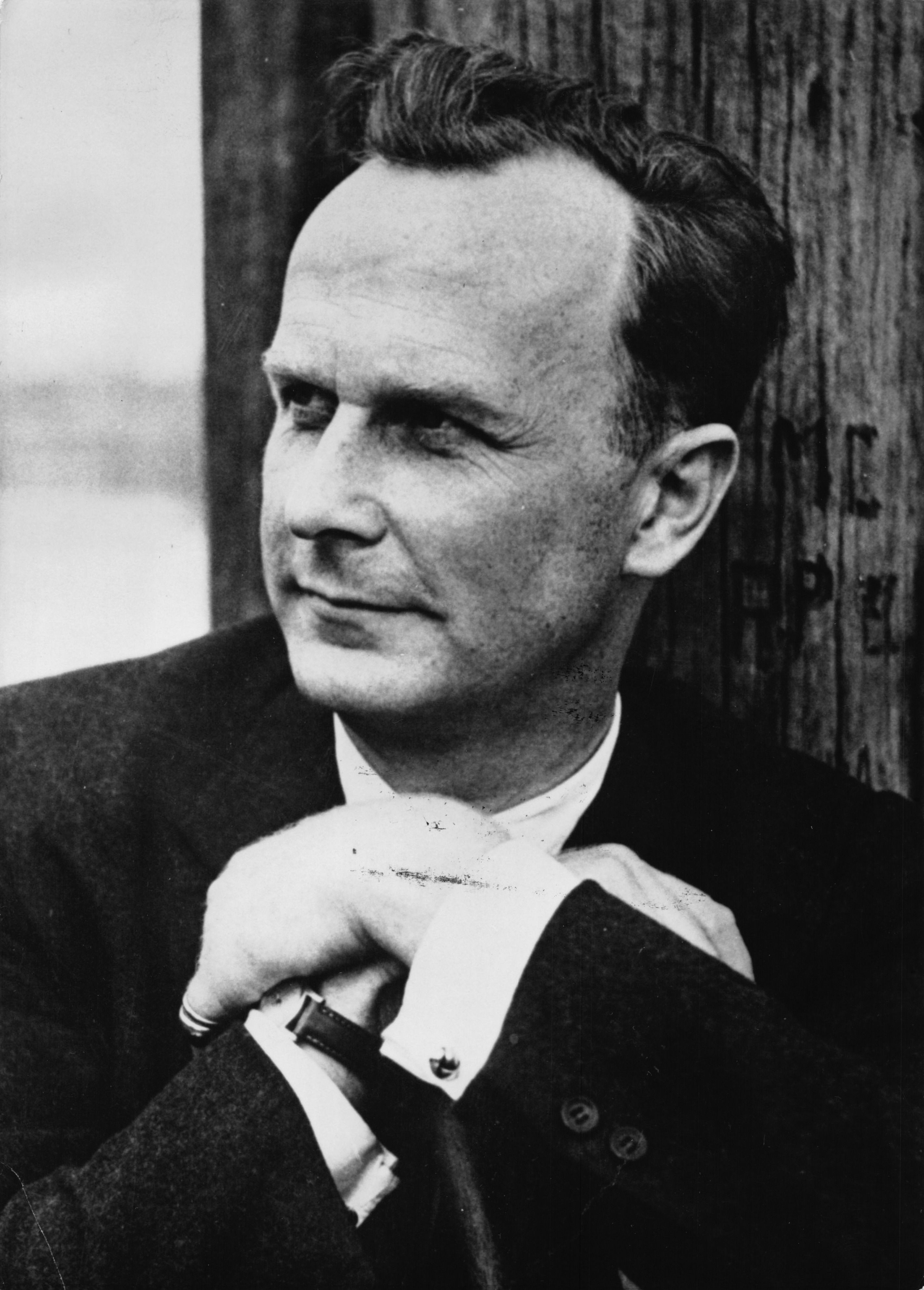
Foto de Busche en 1992.

Después de la guerra, Axel von dem Bussche estudió derecho en la universidad de Gotinga y posteriormente se convirtió en diplomático, trabajando en la embajada alemana en Washington de 1954 a 1958. Después fue director de la escuela internado "Schule Schloss Salem" fundada por Kurt Hahn y situada cerca del lago Constanza en el sur de Alemania.
Paralelamente fue también miembro de la presidencia de la Iglesia Evangélica alemana, asesor del Banco Mundial y delegado en la Conferencia de Naciones Unidas de medio ambiente de Estocolmo en 1972.
En 1950 se casó con Lady Mildred Camilla Nichola Acheson, la hija mayor del quinto Earl of Gosford y de Mildred Carter, que anteriormente había estado casada con el Barón Hans Christoph Schenk von Stauffenberg. Von dem Bussche tuvo dos hijas, Nicola Dietzsch-Doertenbach y Jane von dem Bussche que heredó el título de baronesa.
Axel von dem Bussche era primo de Anders Lassen, danés condecorado con la Cruz Victoria y que combatió en el ejército inglés a los alemanes. Anders Lassen murió en combate en 1945, en Italia.
En 1969 fue padrino de bautismo del príncipe Constantino de Orange-Nassau, ya que era familiar y amigo de su padre, el príncipe Nicolás de Amsberg.

## Condecoraciones
- Medalla de herido en Oro
- Cruz Alemana en Oro
- Cruz de Hierro de primera y segunda clase
- Cruz de Caballero de la Cruz de Hierro (7 de marzo de 1944)
- Caballero de honor de la Orden de San Juan del Bailiazgo de Brandeburgo (1968)[1]